# Plectoptera porcellana
Plectoptera porcellana är en kackerlacksart som först beskrevs av Henri Saussure 1862.  Plectoptera porcellana ingår i släktet Plectoptera och familjen småkackerlackor.
Artens utbredningsområde är Kuba. Inga underarter finns listade i Catalogue of Life.